# As-Sara’idi
As-Sara’idi (ar. السرايدي, fr. Seraïdi) – miasto w północnej Algierii, w prowincji Annaba.